# صمت السيرانات
صمت السيرانات (بالألمانية: Das Schweigen der Sirenen) قصة قصيرة ألمانية من تأليف الكاتب التشيكي فرانز كافكا، كتبها في شهر أكتوبر من العام 1917، ولم تنشر في فترة حياته، وظهرت للمرة الأولى في عام 1931 بعد سبع سنين من وفاته ضمن مجموعة من قصصه القصيرة «سور الصين العظيم» (Beim Bau der Chinesischen Mauer) قام صديقه ماكس برود بتجميعها ونشرها في برلين، ظهرت الترجمة الإنجليزية الأولى في عام 1933 في لندن.

## القصة
القصة تناقش وتحلل رحلة أوديسيوس الشهيرة التي يواجه فيها خطر السيرانات المميت، وهي كائنات أسطورية في الميثولوجيا الإغريقية تسحر البحارين بغنائها. بعد مواجهة السيرانات يقوم أوديسيوس بتقييد نفسه بسارية سفينته وإغلاق أُذنيه حتى لا يستطيع سماع غناء السيرانات مما سيتسبب بهلاكه. ولكن كافكا يؤكد أن صمت السيرانات هو سلاح أكثر فتكاً حتى من غنائهن. أدركت السيرانات خطة أوديسيوس وقابلته بالصمت باعتباره أكثر خطراً، وفكرت أن أوديسيوس لأنه سد أذنيه لن يدرك بأنهم توقفوا عن الغناء، في النهاية يذكر كافكا احتمالية أخرى وهي أن أوديسيوس أدرك أن السيرانات امتنعت عن الغناء ولكنه تظاهر بعدم ملاحظة ذلك عمداً من أجل تجنب الغضب الإلهي.

## وصلات خارجية
- صمت السيرانات، على كتب جوجل.
- صمت السيرانات، على الفهرس العالمي.
- صمت السيرانات، على AbeBooks.
- صمت السيرانات، على ويكي مصدر الألمانية.